# والدمار مندز
والدمار مندز (انگلیسی: Waldemar Méndez؛ زادهٔ ۱۲ ژانویهٔ ۱۹۷۱) بازیکن فوتبال اهل آرژانتین است.